# 弗拉基米尔·马茨凯维奇
弗拉基米尔·弗拉基米罗维奇·马茨凯维奇，（俄语：Владимир Владимирович Мацкевич，1909年12月14日—1998年11月7日），苏联党和国家领导人。曾担任乌克兰苏维埃社会主义共和国畜牧业部长、农业部副部长、部长；斯塔夫罗波尔边疆区代区长；苏联农业部长；苏联国家计划委员会副主席；驻捷克斯洛伐克特命全权大使等职务。

## 生平
- 1909年12月14日出生于叶卡捷琳诺斯拉夫省普里沃利耶村的一个农艺师家庭。1927年毕业于亚历山大-格涅丁斯卡亚农业职业学校，获农业技术员资格。
- 1927年-1932年，哈尔科夫兽医学院学习。期间，1929年-1930年，顿涅茨克州维利科-亚尼索尔斯基区康斯坦丁诺夫卡村农业集体化专员。1930年10月，哈尔科夫州红巨人集体农场工作。
- 1932年-1933年，哈尔科夫州新沃多拉哈区利普库瓦季夫斯基技术学校教师、副主任。
- 1933年，马里乌波尔畜牧业技术学校教师、主任。
- 1933年-1938年11月，顿涅茨克农业技术学校教师、主任。1936年毕业于莫斯科农业学院进修班。
- 1938年11月-1941年，哈尔科夫畜牧业研究所所长。1939年加入联共（布）。1941年9月-10月，他组织将研究所转移至阿拉木图。
- 1942年-1944年，托木斯克兽医学院院长。
- 1944年-1946年6月，哈尔科夫兽医学院院长。
- 1946年-1947年1月，乌克兰苏维埃社会主义共和国畜牧部第一副部长。
- 1947年1月-2月，乌克兰苏维埃社会主义共和国畜牧部长。
- 1947年2月-1949年1月，乌克兰苏维埃社会主义共和国农业部副部长。
- 1949年1月-1950年4月，乌克兰苏维埃社会主义共和国农业部长。
- 1950年4月-1952年3月，乌克兰苏维埃社会主义共和国部长会议第一副主席。
- 1952年3月-1953年，斯塔夫罗波尔边疆区第一副区长、代区长。
- 1953年-1955年10月，苏联农业部第一副部长。
- 1955年10月-1960年12月，苏联农业部长。期间，1956年4月-12月，苏联部长会议副主席。1956年12月-1957年5月，苏联国家经济委员会副主席。
- 1957年-1961年，苏联国家计划委员会副主席。
- 1961年-1965年2月，哈萨克苏维埃社会主义共和国采利诺州州长。
- 1965年2月-1973年2月，苏联农业部长。
- 1973年4月-1980年2月，苏联驻捷克斯洛伐克社会主义共和国特命全权大使。
- 1980年2月起退休，享受莫斯科市个人养老金待遇。
- 1998年11月7日于莫斯科逝世，享年88岁。葬于特罗耶库罗夫公墓。

马茨凯维奇是苏共20-25大代表；第20-21，23-25届中央委员；第3-5届苏联最高苏维埃联盟院代表，第6-8届苏联最高苏维埃民族院代表，第2-3届乌克兰苏维埃社会主义共和国最高苏维埃代表。

## 荣誉
- 四次列宁勋章（1948,1957,1959,1969）
- 两次劳动红旗勋章（1944,1979）
- 劳动英勇奖章（1959）[4]